# Граждане за Канадскую Республику
Гра́ждане за Кана́дскую Респу́блику (фр. Citoyens et Citoyennes pour une République Canadienne (CCRC)) — некоммерческая организация, продвигающая замену монархии в Канаде на систему выборов главы государства либо непосредственно народом, либо его представителями в парламенте. Основана в 2002 году.
В 2020 году в совет директоров организации входили Том Фреда, Пьер Винсент и Джейми Бредли. Она имела представительства в Фредриктоне, Монреале, Оттаве, Торонто, Гамильтоне, Калгари, Эдмонтоне и Ванкувере.